# آنتی پوکارا
آنتی پوکارا (به اسپانیایی: Anti Pukara) یک کوه در پرو است که در Peru, Cusco Region واقع شده‌است. آنتی پوکارا ۵٬۰۰۰ متر بالاتر از سطح دریا واقع شده‌است.